# Royal Football Club de Liège
Il Royal Football Club de Liège, meglio noto come RFC Liegi, è una società calcistica belga della città di Liegi. Nella stagione 2023-2024 milita nella Challenger Pro League, la seconda serie del campionato belga di calcio.
Fondata nel 1892 fu la prima squadra a fregiarsi del titolo di Campione del Belgio nel 1896. Nella sua storia ha vinto un totale di 5 scudetti.
La squadra è nota anche per la questione giudiziaria sollevata di fronte alla Corte di giustizia dell'Unione europea da parte di uno dei suoi calciatori, Jean-Marc Bosman, sul suo trasferimento. La Sentenza Bosman che scaturì da quella vicenda divenne una fonte alla base del trasferimento dei calciatori dell'Unione europea.

## Storia
La squadra fu fondata nel 1892 con il nome di Liège Football Club e fu socio fondatore dell'Union royale belge des sociétés de football association, ovvero della federazione calcistica del Belgio, e vinse il primo scudetto della storia del calcio belga nel 1896.
Nel 1920 fu aggiunto il prefisso Royal quando la squadra vantava già 3 titoli di campione del Belgio. Negli anni 1952 e 1953 vince altri due scudetti e diventa la sola squadra belga che riesca a tener testa al Royal Sporting Club Anderlecht.
Negli anni dal 1965 al 1980 i risultati non furono molto buoni e la società, che giocava le partite casalinghe al Vélodrome de Rocourt, visse sulla promozione dei giovani campioni usciti dal suo vivaio e dal sostegno dei suoi fedeli tifosi.
Nel corso degli anni ottanta partecipa a diverse coppe europee sconfiggendo squadre titolate come il Benfica di Lisbona, il Rapid di Vienna e la squadra scozzese dell'Hibernian. In questi anni incontra anche altre squadre titolate, come la Juventus, il Werder Brema, e l'Athletic Club.
Nel 1990 conquista la Coppa del Belgio. Da qui in poi la squadra attraversa un grave periodo di difficoltà finanziarie che la porta al fallimento. Il suo stadio viene venduto per pagare i debiti e viene poi distrutto per creare degli studi cinematografici. Nel 1995 i vecchi dirigenti acquisirono il RFC Tilleur, una squadra dei sobborghi di Liegi, allora in terza serie.
Così questo antico club carico di onori ricomincia dalla terza serie ed assume il nome di Royal Tilleur Football Club Liégeois in onore della vecchia squadra. 
Dopo i cinque anni di inibizione, dovuta al fallimento, la Federazione belga dichiara l'acquisizione non conforme alle regole e infligge alla squadra un'ulteriore retrocessione. Continuano le vicissitudini di natura amministrativa e la squadra si mantiene su di un piano di mediocrità.
Nella stagione 2005-2006 viene promossa in terza serie, mentre al termine del campionato 2007-2008 si guadagna la promozione in Seconda serie.
Nella stagione 2014-2015, giocherà nello Championnat de Belgique de football D4, la quarta serie belga.

## Palmarès

### Competizioni nazionali
- Campionato belga: 5

1895-1896, 1897-1898, 1898-1899, 1951-1952, 1952-1953
- Coppa del Belgio: 1

1989-1990
- Coppa di Lega belga: 1

1985-1986
- Tweede klasse: 3

1911-1912, 1922-1923, 1943-1944
- Derde klasse: 3

1942-1943, 1995-1996, 2007-2008

### Altri piazzamenti
- Campionato belga:

Secondo posto: 1896-1897, 1958-1959, 1960-1961
Terzo posto: 1947-1948, 1966-1967, 1984-1985, 1988-1989
- Coppa del Belgio:

Finalista: 1986-1987
Semifinalista: 1975-1976, 1984-1985
- Coppa di Lega belga:

Finalista: 1972-1973
- Supercoppa del Belgio:

Finalista: 1990
- Coppa delle Fiere:

Semifinalista: 1963-1964
- Coppa Piano Karl Rappan:

Semifinalista: 1964-1965

## Rosa 2010-2011
| N. |                    | Ruolo | Calciatore           |
| -- | ------------------ | ----- | -------------------- |
| 1  | Serbia (bandiera)  | P     | Predrag Ristović     |
| 2  | Belgio (bandiera)  | D     | Éric Deflandre       |
| 3  | Belgio (bandiera)  | D     | Thomas Hony          |
| 4  | Turchia (bandiera) | D     | Selçuk Alageyik      |
| 5  | Belgio (bandiera)  | D     | Dimitri Parker       |
| 6  | Belgio (bandiera)  | D     | Pierre-Yves Ngawa    |
| 7  | Spagna (bandiera)  | C     | Inaki Calvo          |
| 8  | Belgio (bandiera)  | C     | Jason Monerris       |
| 9  | Italia (bandiera)  | A     | Domenico Bruzzese    |
| 10 | Burundi (bandiera) | A     | Musaba Selemani      |
| 11 | Algeria (bandiera) | A     | Bareck Bendaha       |
| 13 | Turchia (bandiera) | D     | Mehmet Sarper Kiskaç |
| 14 | Belgio (bandiera)  | C     | Christophe Kinet     |
| 15 | Belgio (bandiera)  | P     | Simon Wagner         |
| 16 | Belgio (bandiera)  | A     | Gert Geraerts        |
| 17 | Italia (bandiera)  | C     | Dario Cagnazzo       |

| N. |                         | Ruolo | Calciatore             |
| -- | ----------------------- | ----- | ---------------------- |
| 18 | RD del Congo (bandiera) | A     | Rudy N'Gombo           |
| 19 | Belgio (bandiera)       | C     | André Carrein          |
| 20 | Belgio (bandiera)       | D     | Adrien Trubia          |
| 21 | Italia (bandiera)       | A     | Gianni Cacciatore      |
| 22 | Polonia (bandiera)      | P     | Roman Graczyk          |
| 23 | Belgio (bandiera)       | D     | Manuel de Castris      |
| 25 | Italia (bandiera)       | D     | Andrea Furléo-Semeraro |
| 27 | Italia (bandiera)       | D     | Lorenzo Pizzinato      |
| 31 | Belgio (bandiera)       | P     | Kevin Wanson           |
| 32 | Belgio (bandiera)       | D     | Jean-Philippe Peso     |
| 37 | Francia (bandiera)      | D     | Thomas Thibou          |
| 40 | Belgio (bandiera)       | C     | Steve Otte             |
| 41 | Russia (bandiera)       | A     | Dimitri Iavlovleski    |
| 67 | Marocco (bandiera)      | A     | Tarik Kasmi            |